# Jens Ferdinand Willumsen
Jens Ferdinand Willumsen, född 7 september 1863 i Köpenhamn, död 4 april 1958 i Cannes i Frankrike, var en dansk målare, skulptör, grafiker, keramiker, arkitekt och fotograf.
Han var en av pionjärerna inom den danska modernistiska bildkonsten kring början av 1900-talet, men uppehöll sig stora delar av sitt liv utanför Danmark. Han var influerad av symbolismen, men blev vartefter allt mer expressiv.

## Biografi
J.F. Willumsen var son till en handelsman och var en tid lärling till en snickare. Han började studera för att bli arkitekt och blev 1881 elev vid arkitekturavdelningen på Det Kongelige Danske Kunstakademi, men övergick till måleriavdelningen där han studerade fram till 1885. Efter tre misslyckade försök att få bli antagen till avgångsprovet vid Konstakademien studerade han istället som elev hos Peder Severin Krøyer på Kunstnernes Frie Studieskoler i Köpenhamn. Sina första internationella influenser fick han i Paris 1888-1889 och 1890-1894 samt i Spanien 1889. Här mötte han den europeiska symbolismen hos bland andra Paul Gauguin och Odilon Redon. Från en uttrycklig realism i målningar som Fransk tvättinrättning (1889, Göteborgs konstmuseum) skapade han bara året därpå Montagnes russes (1890, Nasjonalmuseet i Oslo) i en distinkt symbolisk stil, vilket följdes av den polykroma träreliefen Det gyllene skinnet (1891). År 1891 var han med och grundade Den Frie Udstilling och 1898 ritade han dess utställningslokal Den Frie Udstillingsbygning.
År 1893 påbörjade han att utforma Det store relief, som slutligen blev uppfört 1923-28 i kostbara material som olikfärgat marmor, förgyllt brons och dylikt. Detta verk kom långt senare att upptas i Danmarks kulturkanon.
Under perioden 1897-1900 verkade han främst som keramiker och anställdes som konstnärlig ledare för Bing & Gröndahl. Detta resulterade i att fabriken fick stor uppmärksamhet på världsutställningen i Paris 1900. Han vistades sedan ett par år i Amerika, därefter åter i Paris, för att sedan slå sig ned under ett par år i Hellerup. Omkring 1910 började han återigen att resa till Spanien, Italien, Grekland och Tunisien. Han tog nu intryck av Goya men speciellt mycket av El Greco vilket ledde till att hans konst kom att utvecklas mot en expressiv stil. Från 1916 till sin död 1958 bodde han i södra Frankrike.
Han var 1903–1928 gift med skulptören Edith Willumsen.

## J.F. Willumsens museum
Willumsen donerade en stor del av sina verk och sin konstsamling till danska staten. Från 1930-talet påbörjades ett arbete med att skapa ett museum som 1957, året före hans död, öppnade under namnet J.F. Willumsens museum i Frederikssund.
Förutom vid sitt eget museum finns Willumsen representerad vid bland annat Statens Museum for Kunst, Nationalmuseum, Stockholm, Göteborgs konstmuseum, Moderna museet, Malmö konstmuseum, Ateneum, Nasjonalmuseet,
Drammens museum, Trondheim kunstmuseum, Oslo museum, Nelson-Atkins Museum of Art, Victoria and Albert Museum och British Museum.